# ژن نشانگر
ژن نشانگر به ژنی می‌گویند که در رهگیریِ جایگیری پیروزمندانهٔ توالی (چیدمان) اسید نوکلئیکی درون دی‌ان‌ای یک اندامگان، کاربرد دارد.